# Эштрём-Ренард, Августа
Августа Эштрём Ренард (швед. Augusta Öhrström-Renard, 16 февраля 1856 — 4 ноября 1921) — шведская оперная певица (меццо-сопрано).

## Биография
Августа Эштрём родилась в 1856 г. в Гётеборге. Она была музыкально одарённым ребёнком, научилась играть на пианино и скрипке и начала выступать с 11 лет. Поэтому когда ей исполнилось 15 лет, родители отправили её учиться в Стокгольм к преподавательницам пения Фредрике Стенхаммар и Вильгельмине Странберг. Свой первый концерт она дала в Гётеборге, когда ей было 17 лет.
В 1881—1883 гг. она выступала в Королевской опере в Стокгольме. Здесь она исполнила роль Азучены в опере «Трубадур» Джузеппе Верди, роль Bergadrottningen в опере Den bergtagna, в 1883 г. играла в шведской премьере «Мефистофеля».
В дальнейшем она приехала в Париж, где познакомилась с такими известными композиторами того времени как Шарль Гуно, Жюль Массне и Шарль-Мари Видор. В Париже её подругой была шведская певица Анна Хофман. В Париже Августа провела четыре года, часто пела в салонах и на публичных концертах. В 1888 г. она приняла участие в музыкальном фестивале, проводившемся в Копенгагене.
После Парижа Августа Эштрём поехала в Северную Америку. Там она стала международной звездой, выступив в 126 концертах в США, Канаде и Мексики: в Бостоне, Филадельфии, Монреале, Новом Орлеане и Вашингтоне. Она пользовалась большим успехом и у зрителей, и у прессы. В Швецию она вернулась в 1890 г., давала концерты в южных ленах страны.
Августа Эштрём вернулась в США и с 1897 г. жила в Нью-Йорке, где в пять лет работала в Метрополитен-опера.
В 1903 году Августа вышла замуж за импресарио Фреда О. Ренара.
Ушла из жизни в Нью-Йорке в 1921 г.